# Tokyō

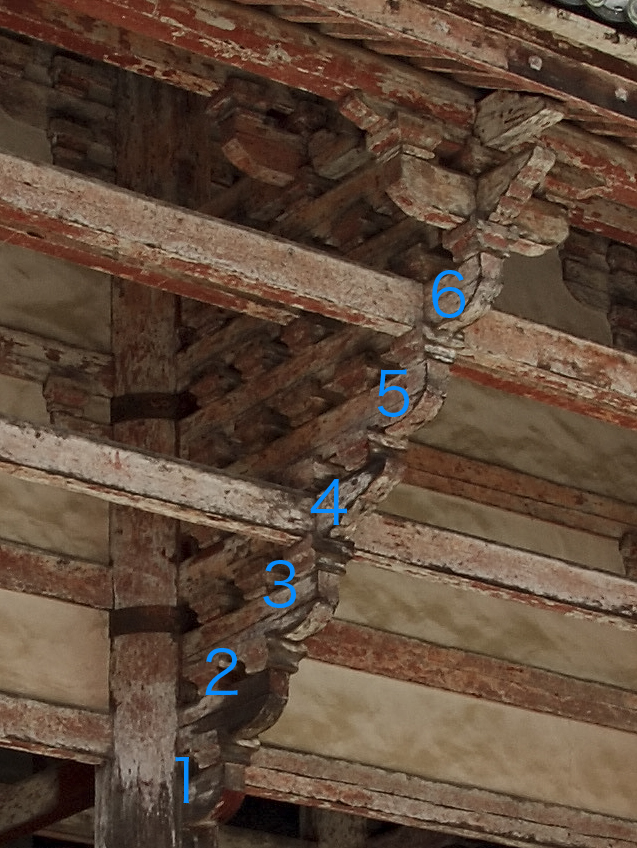
Un ejemplo de mutesaki tokyō (seis soportes, agrandar para ver los números)

El tokyō (斗栱) (también llamado kumimono (組物) o masugumi (斗組)) es un sistema de apoyo a los bloques (斗 o 大斗, bloque de encendido o de bloque grande) y los soportes (肘木) de apoyo a la cornisa de un edificio japonés, por lo general parte de un templo budista o sintoísta. Se hace necesario el uso de tokyō por el grado en que los aleros sobresalen, un elemento funcional esencial de la arquitectura budista japonesa. El sistema, sin embargo siempre ha tenido también una función decorativa importante. Como la mayoría de los elementos arquitectónicos en Japón, el sistema es de origen chino, pero ha evolucionado desde su llegada en varias formas originales.
En su configuración más simple, el sistema de soporte tiene un único soporte de proyección y un solo bloque, y se llama hitotesaki. Si el primer soporte y grupo de bloques apoyan una segunda similar, todo el sistema se llama futatesaki, si tres soportes están presentes se llama mitesaki, y así sucesivamente hasta un máximo de seis soportes.
Cada bloque de soporte en la mayoría de los casos es compatible, además del siguiente soporte, un soporte de apoyo en forma de U fijado en 90° a la primera.
El logo de la Protección de los Bienes Culturales representa un tokyō, considerado un elemento de la arquitectura japonesa que significa la continuidad en el tiempo de la protección de los bienes culturales.

## Función y estructura

El techo es visualmente la parte más impresionante de un templo budista, a menudo constituyen la mitad del tamaño de todo el edificio. Los aleros ligeramente curvados se extienden mucho más allá de las paredes, cubriendo terrazas. [2] Además de ser determinante para el aspecto general del edificio, los aleros de gran tamaño dan su interior una penumbra característica, un factor que contribuye a la atmósfera del templo. Por último, los aleros tienen una función práctica en un país donde la lluvia es un evento común, porque protegen el edificio llevar por la lluvia medida de lo posible a partir de sus paredes. El peso del techo, sin embargo debe ser apoyado por los sistemas de soporte complejas llamadas Tokio. El mayor de los aleros se extiende, el más amplio y más complejo debe ser el tokyō. Un beneficio adicional del sistema de tokyō es su elasticidad inherente, lo que disminuye el impacto de un terremoto, al actuar como un amortiguador.
Este sistema de horquillado, siendo imprescindible tanto estructural como estéticamente, se ha modificado y perfeccionado muchas veces desde que fue importado de China. Está hecho de una combinación de bloques que soportan peso (masu) y los brazos de soporte (hijiki). El bloque de apoyo, cuando se establece directamente en un poste, se llama daito, o "gran bloque". Cuando se conecta a dos soportes, que en su lugar se llama makito (巻斗). Los bloques de cojinete instalados en la parte superior de los postes esquineros son necesariamente más complejo y se llaman onito (鬼斗), Debido a lo difícil que son de hacer. En su configuración más simple, cada tokyō incluye un único soporte hacia el exterior que se proyecta con un único bloque de soporte, en cuyo caso el complejo es llamado hitotesaki (一手先). El soporte de la proyección es sólo la punta de una de las vigas del techo. Si el primer soporte y grupo de bloques soporta una segunda similar, todo el complejo se llama futatesaki (二手先). El tokyō también puede tener tres (mitesaki (三手先)) O más de tales medidas, de hasta seis (mutesaki (六手先)). El número de pasos utilizados para indicar el rango de un butsuden, los rangos más altos deben tener más, pero la costumbre fue abandonada después del período Heian. En la mayoría de los casos, además del soporte que se proyecta por encima de ella, un bloque de apoyo soporta otro soporte fijado en 90°, que se extiende lateralmente el apoyo prestado por el sistema.
Todos los estilos tokyō Wayō, Zenshūyō y Daibutsuyō difieren en detalles, el primero es el más sencillo de los tres. El estilo Daibutsuyō tiene por ejemplo una decoración llamada sarato (皿斗) Debajo de cada bloque, mientras que el Zen'yō redondea en un arco los extremos inferiores del soporte. Otra característica del Zenshūyō es la kobushibana (拳鼻) okKibana (木鼻), una decoración con forma de nariz como tallado después del último soporte que sobresale. Algunas de estas características también se pueden encontrar en los templos de las sectas no zen.

### Tipos notables

#### Sumisonae
Los sumisonae (隅備 o 隅具) o sumitokyō (隅斗きょう) son los soportes en la esquina de un techo, que tienen una estructura particularmente compleja. Los soportes regulares entre dos sumisonae se llaman hirazonae (平備) o hiratokyou (平斗きょう).

#### Futatesaki
Muy común del sistema de horquillado de dos etapas utilizado en una variedad de estructuras.

#### Mitesaki
El complejo de tres pasos (mitesaki) es el más común en las estructuras de estilo Wayō. Su tercera etapa es por lo general el apoyo de una llamada odaruki (尾垂木 - viga de cola), Un voladizo situado entre el segundo y el tercero el paso.

#### Yotesaki
El complejo de cuatro pasos (yotesaki tokyō (四手先斗きょう)) Se utiliza principalmente en la parte superior de un tahōtō.

#### Mutesaki
El tokyō mutesaki es un sistema de horquillado de seis pasos cuyo ejemplo más famoso se puede ver en Nandaimon de Tōdai-ji. En el caso de la puerta, que consta de sólo seis soportes salientes sin soportes en ángulo recto.

#### Kumo tokyō
El kumo tokyō (雲斗栱 - tokyō nube) Es un sistema de soporte en el que el soporte de la proyección tiene la forma de un modo pensado para parecerse a una nube. Es raro en los templos existentes, y sus ejemplos más importantes se encuentran en Kondō de Hōryū-ji, pagoda de cinco pisos y Chūmon. Estos sistemas de soporte se cree que son un invento japonés del período Asuka, ya que no hay pruebas que llegaron desde el continente.

#### Sashihijiki
El sashihijiki (挿肘木) Es un brazo de soporte insertado directamente en un pilar en lugar de descansar sobre un bloque de soporte en la parte superior de un pilar, como era normal en el estilo Wayō. Típico del estilo Daibutsuyō.

### Tsumegumi
Los tsumegumi (詰組) son soportes intercolumnas de apoyo, por lo general futatesaki o mitesaki, instalado uno inmediatamente después del otro. El resultado es una fila extremadamente compacta de soportes. Los tsumegumi son típicos del estilo Zenshūyō, que llegó a Japón con el budismo zen a finales del siglo XII.

## Galería

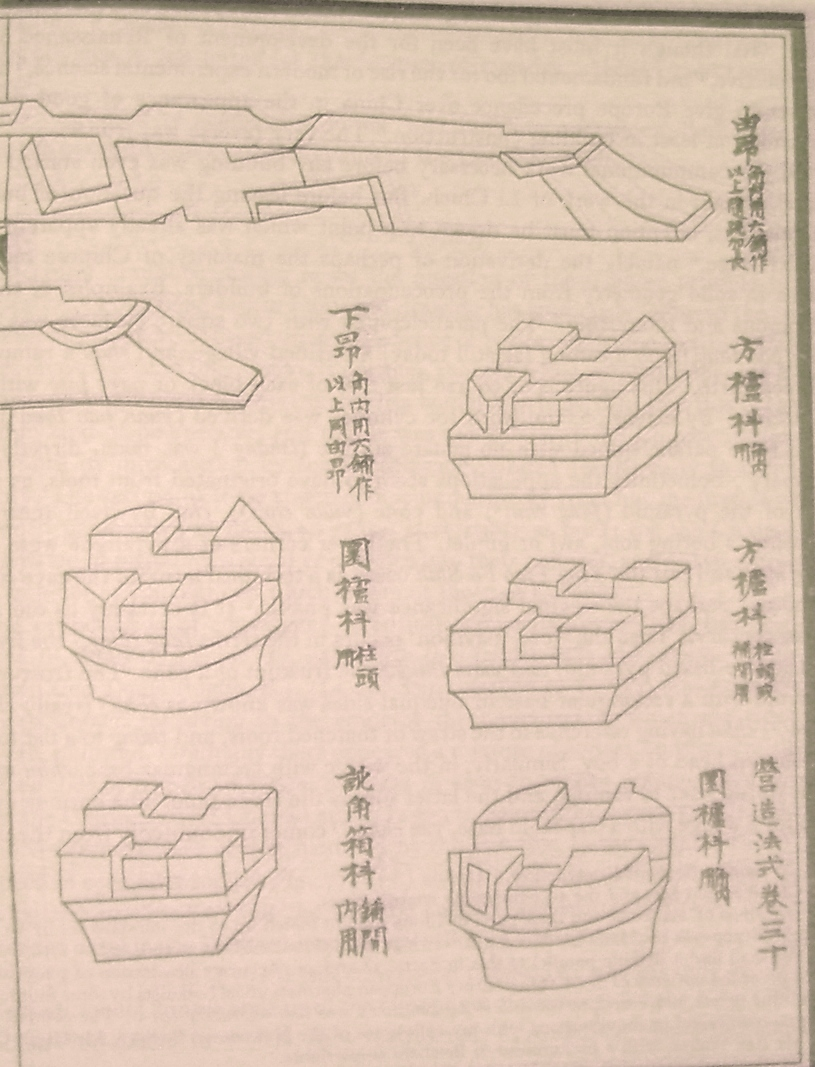
Diagrama de los brazos de soporte y en voladizo del manual de construcción Yingzao Fashi (publicado en 1103) de la Dinastía Song.
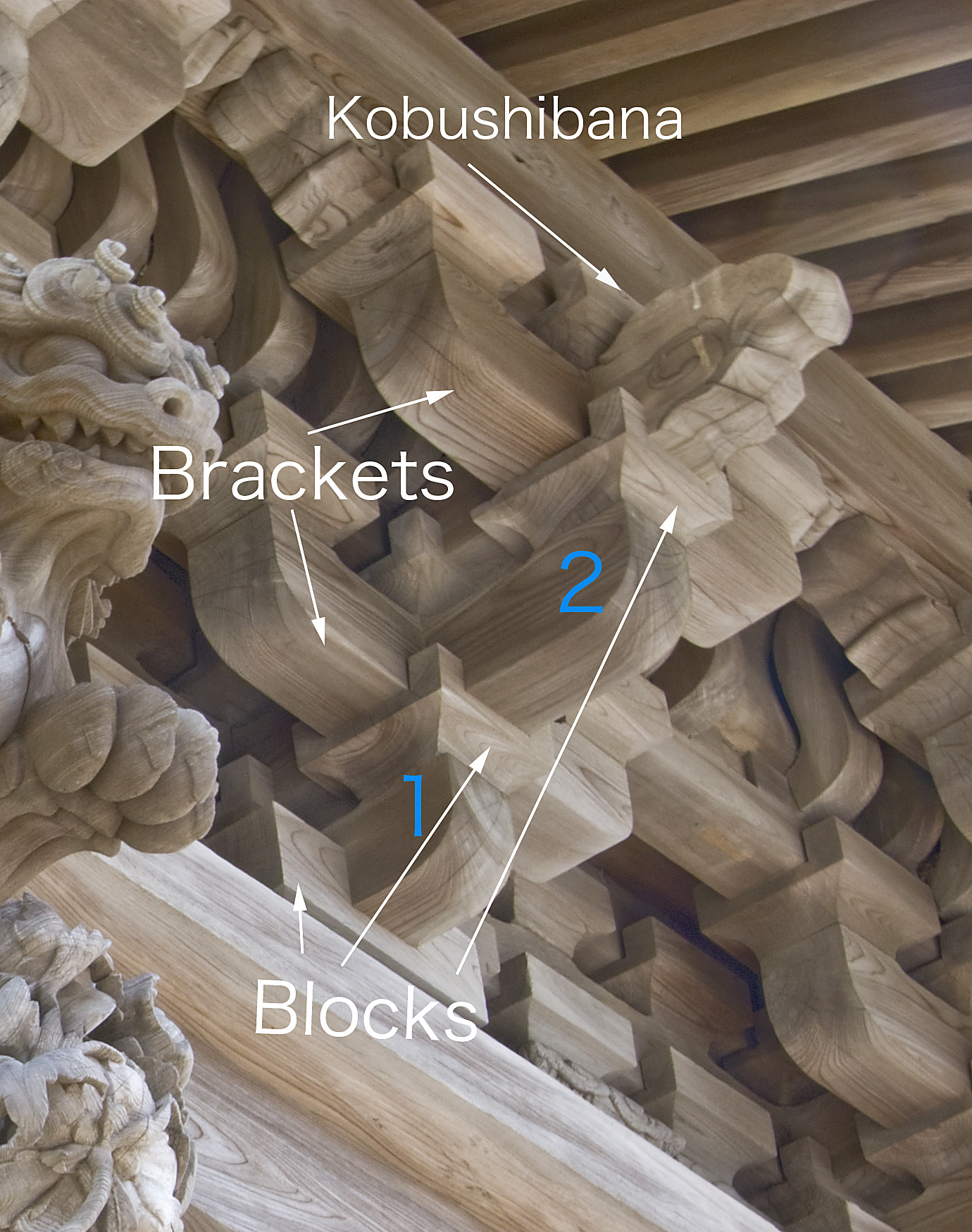
Componentes del tokyō (bloque, brazo, kobushibana/kibana).
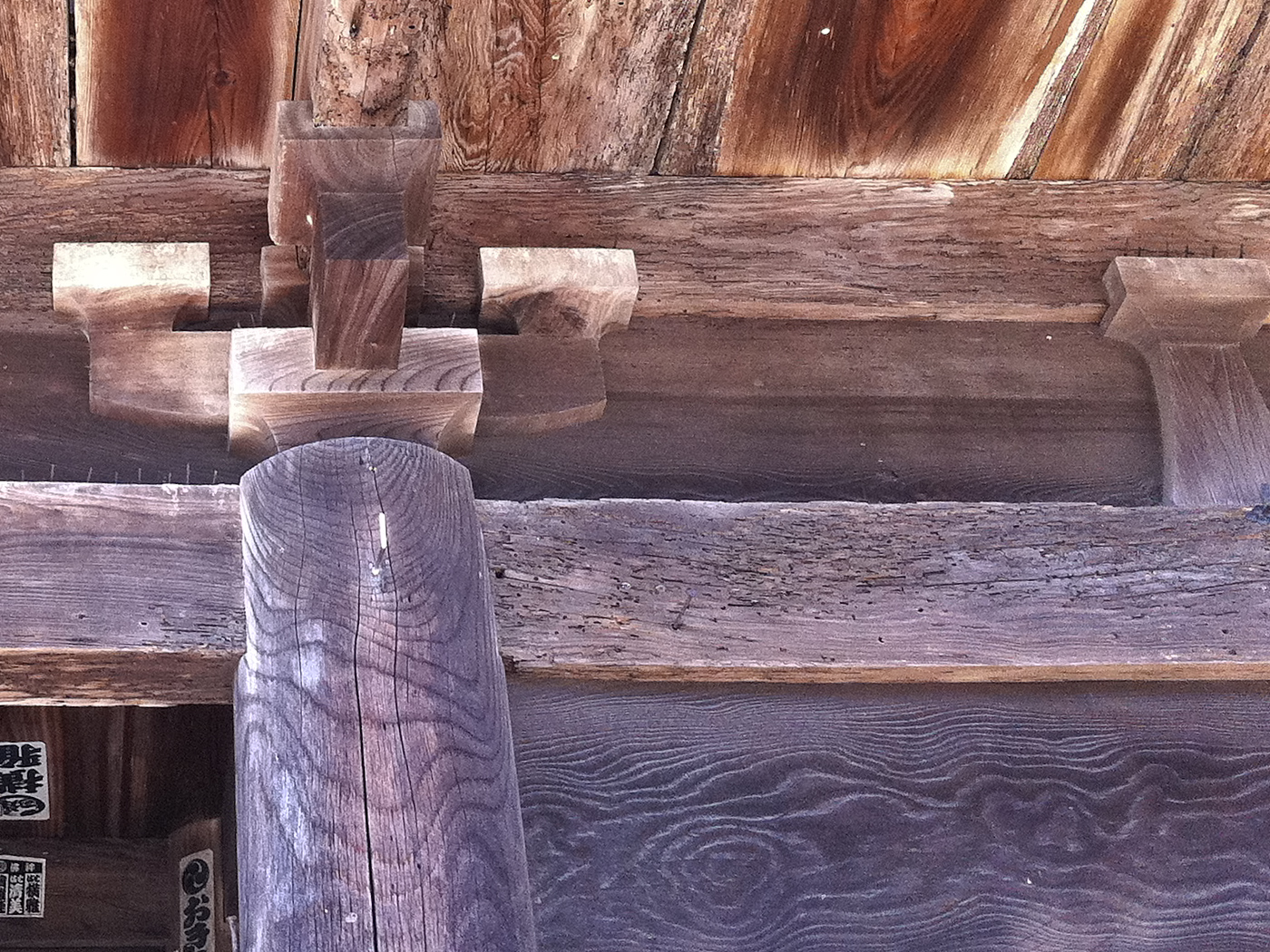
Hitotesaki tokyō, rōmon, Honkaku-ji, Kamakura
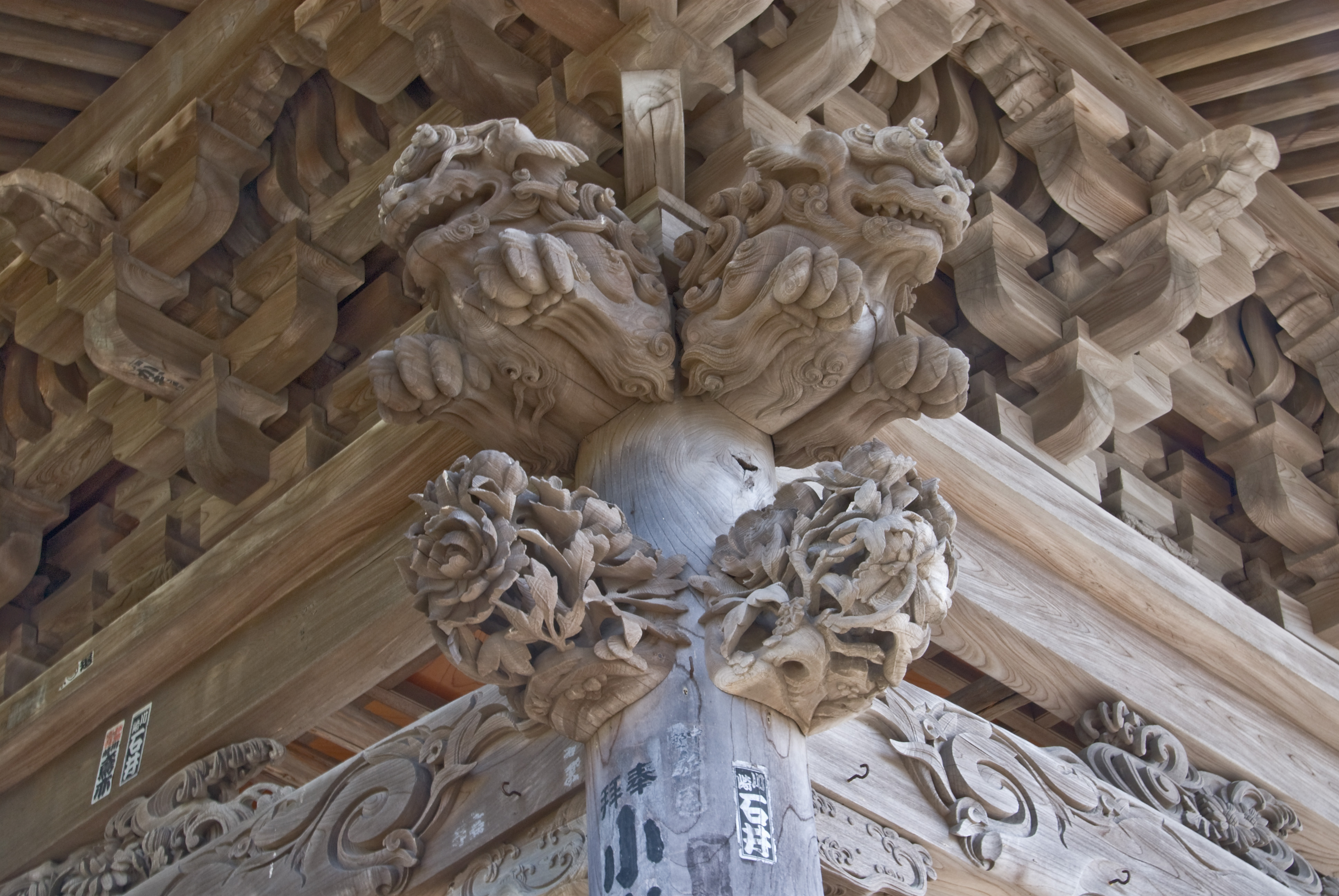
Futatesaki tokyō, Kōmyō-ji, Kamakura
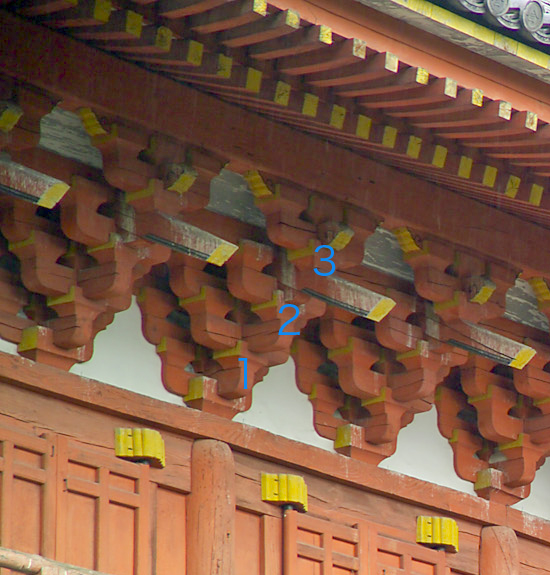
Mitesaki tokyō, Daitoku-ji, Kyoto. Nótese las vigas de cola.
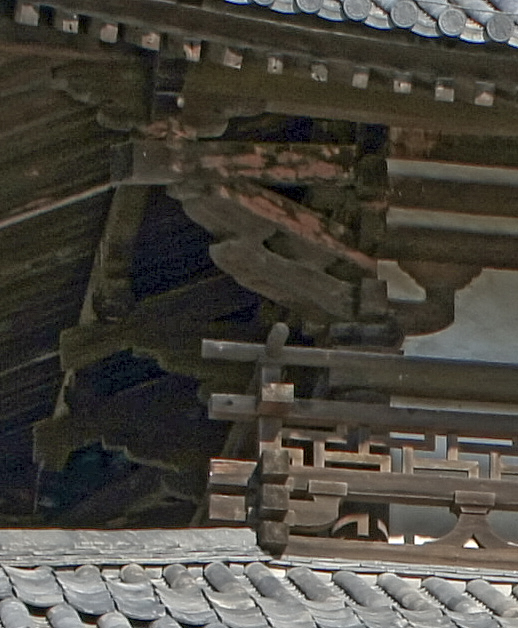
Kumo tokyō, Hōryū-ji, Chūmon
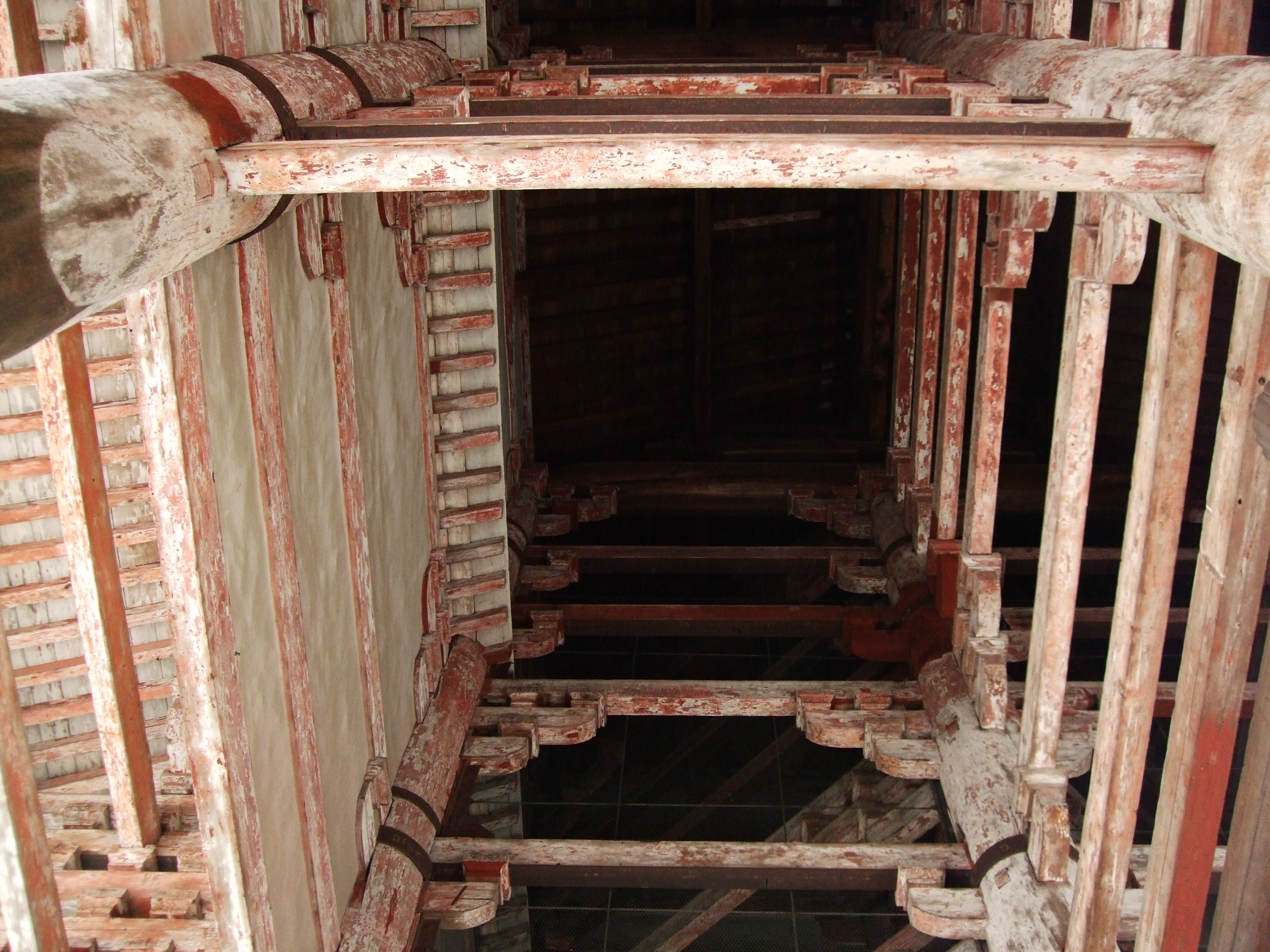
Interior del Nandaimon de Tōdai-ji. Visibles las vigas que conectan con el tokyō
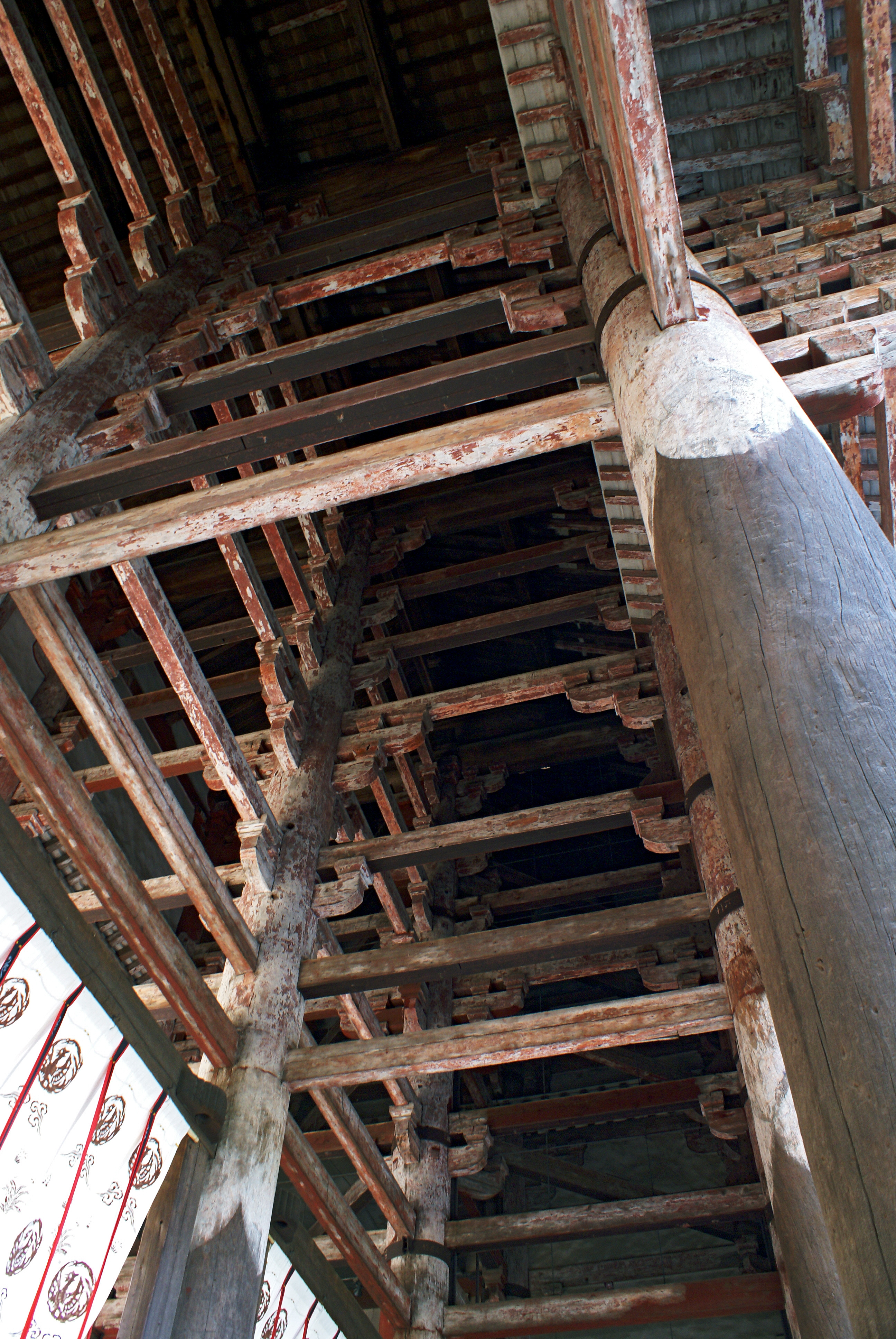
Interior del Nandaimon de Tōdai-ji's. Visibles las vigas que conectan con el tokyō
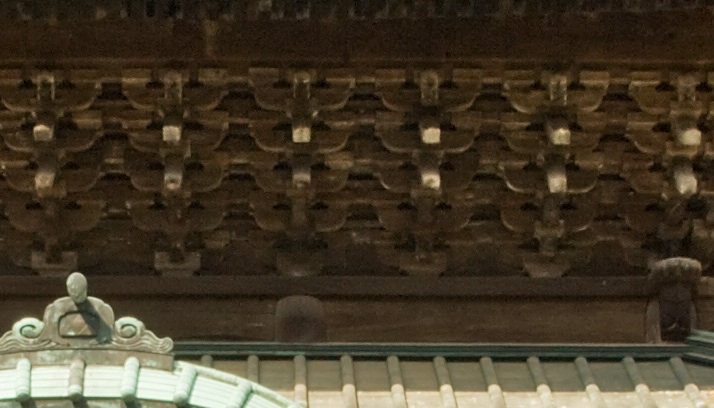
Tsumegumi (Butsuden, Kenchō-ji)